# Taurize
Taurize  est une commune française située dans le centre du département de l'Aude, en région Occitanie.
Sur le plan historique et culturel, la commune fait partie du massif des Corbières, un chaos calcaire formant la transition entre le Massif central et les Pyrénées. Exposée à un climat méditerranéen, elle est drainée par le Sou, le ruisseau de Taurize et par un autre cours d'eau. La commune possède un patrimoine naturel remarquable : un site Natura 2000 (les « Corbières occidentales ») et trois zones naturelles d'intérêt écologique, faunistique et floristique.
Taurize est une commune rurale qui compte 106 habitants en 2022, après avoir connu une forte hausse de la population depuis 1975. Elle fait partie de l'aire d'attraction de Carcassonne. Ses habitants sont appelés les Taurizais ou  Taurizaises.

## Géographie
Commune située dans le massif des Corbières au nord du val de Daigne.

### Communes limitrophes
|               | Serviès-en-Val |              |
| Villetritouls | Taurize        | Rieux-en-Val |
|               | Lairière       | Mayronnes    |

### Hydrographie
La commune est dans la région hydrographique « Côtiers méditerranéens », au sein du bassin hydrographique Rhône-Méditerranée-Corse. Elle est drainée par le Sou, le ruisseau de Taurize et le ruisseau de la Close, qui constituent un réseau hydrographique de 9 km de longueur totale,.
Le Sou, d'une longueur totale de 21 km, prend sa source dans la commune de Villar-en-Val et s'écoule d'ouest en est. Il traverse la commune et se jette dans l'Orbieu à Lagrasse, après avoir traversé 7 communes.

### Climat
Pour des articles plus généraux, voir Climat de l'Occitanie et Climat de l'Aude.
En 2010, le climat de la commune est de type climat du Bassin du Sud-Ouest, selon une étude s'appuyant sur une série de données couvrant la période 1971-2000. En 2020, Météo-France publie une typologie des climats de la France métropolitaine dans laquelle la commune est dans une zone de transition entre le climat océanique altéré et le climat méditerranéen et est dans une zone de transition entre les régions climatiques « Pyrénées orientales » et « Provence, Languedoc-Roussillon ».
Pour la période 1971-2000, la température annuelle moyenne est de 14,1 °C, avec une amplitude thermique annuelle de 15,8 °C. Le cumul annuel moyen de précipitations est de 754 mm, avec 8,8 jours de précipitations en janvier et 3,8 jours en juillet. Pour la période 1991-2020, la température moyenne annuelle observée sur la station météorologique la plus proche, située sur la commune d'Arquettes-en-Val à 3 km à vol d'oiseau, est de 14,3 °C et le cumul annuel moyen de précipitations est de 820,2 mm,. Pour l'avenir, les paramètres climatiques de la commune estimés pour 2050 selon différents scénarios d'émission de gaz à effet de serre sont consultables sur un site dédié publié par Météo-France en novembre 2022.

### Milieux naturels et biodiversité

#### Réseau Natura 2000

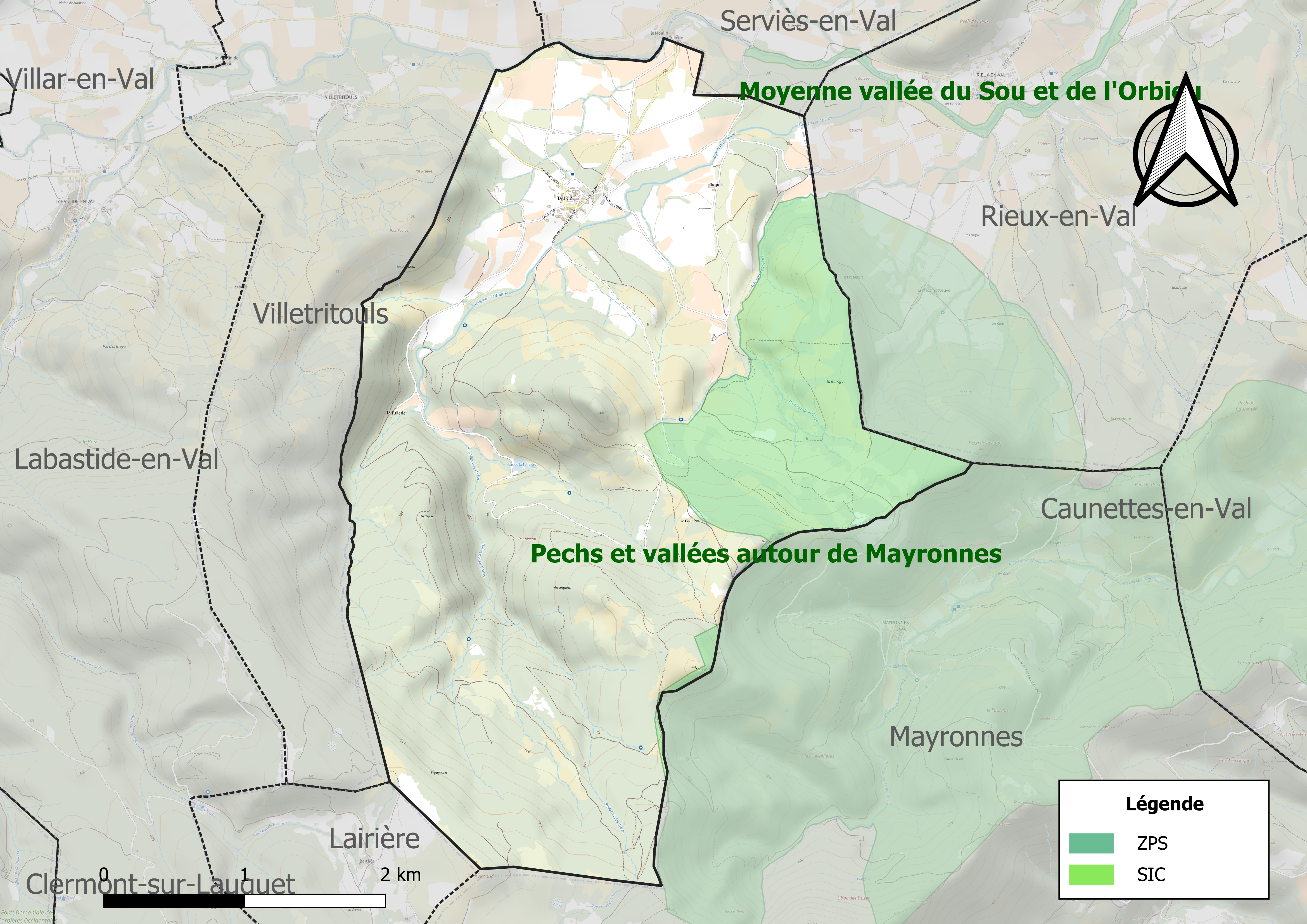
Sites Natura 2000 sur le territoire communal.

Le réseau Natura 2000 est un réseau écologique européen de sites naturels d'intérêt écologique élaboré à partir des directives habitats et oiseaux, constitué de zones spéciales de conservation (ZSC) et de zones de protection spéciale (ZPS).
Un site Natura 2000 a été défini sur la commune au titre  de la directive oiseaux : les « Corbières occidentales », d'une superficie de 22 912 ha, présentant des milieux propices à la nidification des espèces rupicoles : des couples d'Aigles royaux occupent partagent l'espace avec des espèces aussi significatives que le Faucon pèlerin, le Grand-duc d'Europe ou le Circaète Jean-le-Blanc.

#### Zones naturelles d'intérêt écologique, faunistique et floristique
L’inventaire des zones naturelles d'intérêt écologique, faunistique et floristique (ZNIEFF) a pour objectif de réaliser une couverture des zones les plus intéressantes sur le plan écologique, essentiellement dans la perspective d’améliorer la connaissance du patrimoine naturel national et de fournir aux différents décideurs un outil d’aide à la prise en compte de l’environnement dans l’aménagement du territoire.
Une ZNIEFF de type 1 est recensée sur la commune :
les « pechs et vallées autour de Mayronnes » (902 ha), couvrant 4 communes du département et deux ZNIEFF de type 2, : 
- les « Corbières centrales » (68 810 ha), couvrant 56 communes dont 54 dans l'Aude et 2 dans les Pyrénées-Orientales[17] ;
- les « Corbières occidentales » (59 005 ha), couvrant 66 communes du département[18].

Carte des ZNIEFF de type 1 et 2 à Taurize.
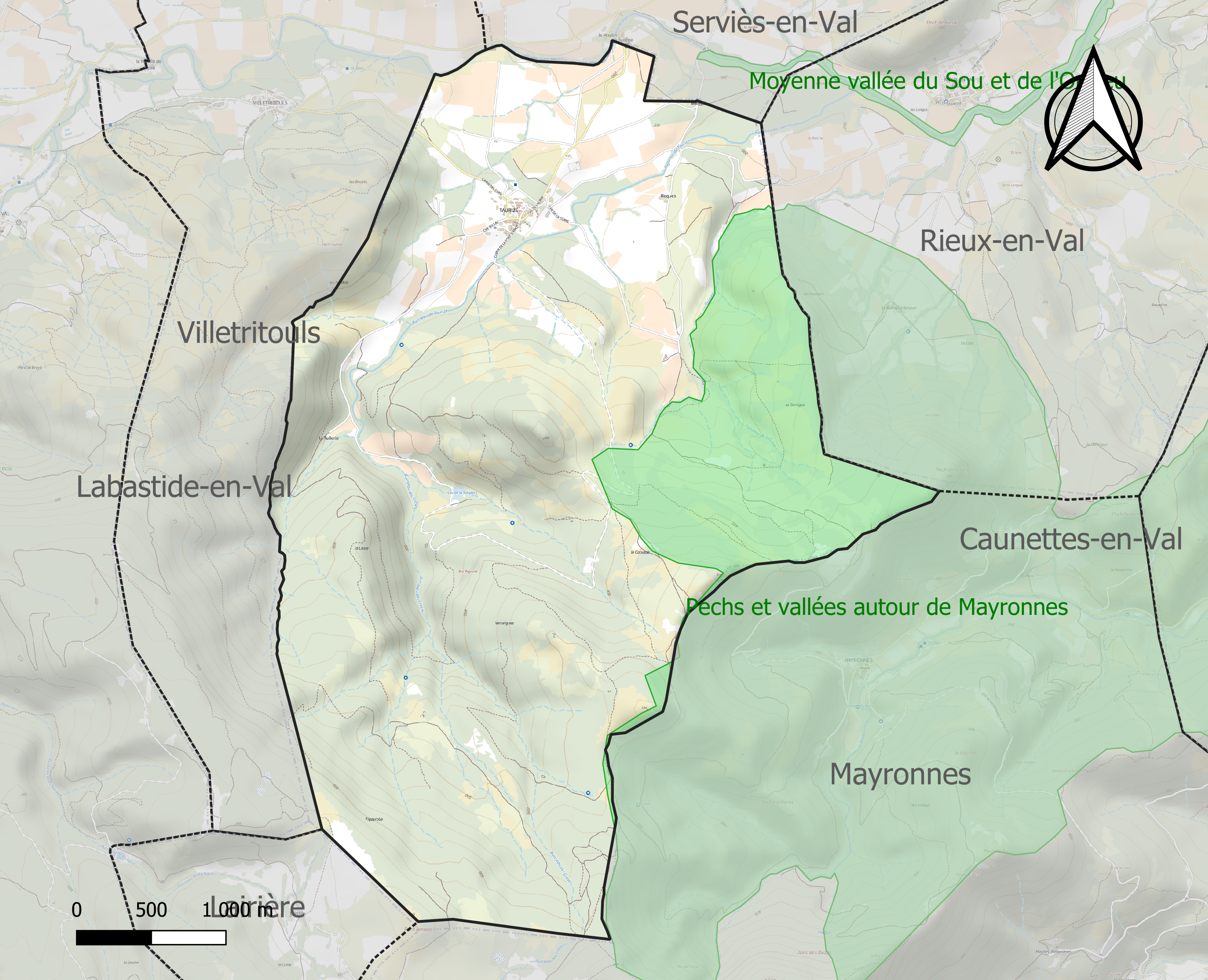
Carte de la ZNIEFF de type 1 sur la commune.
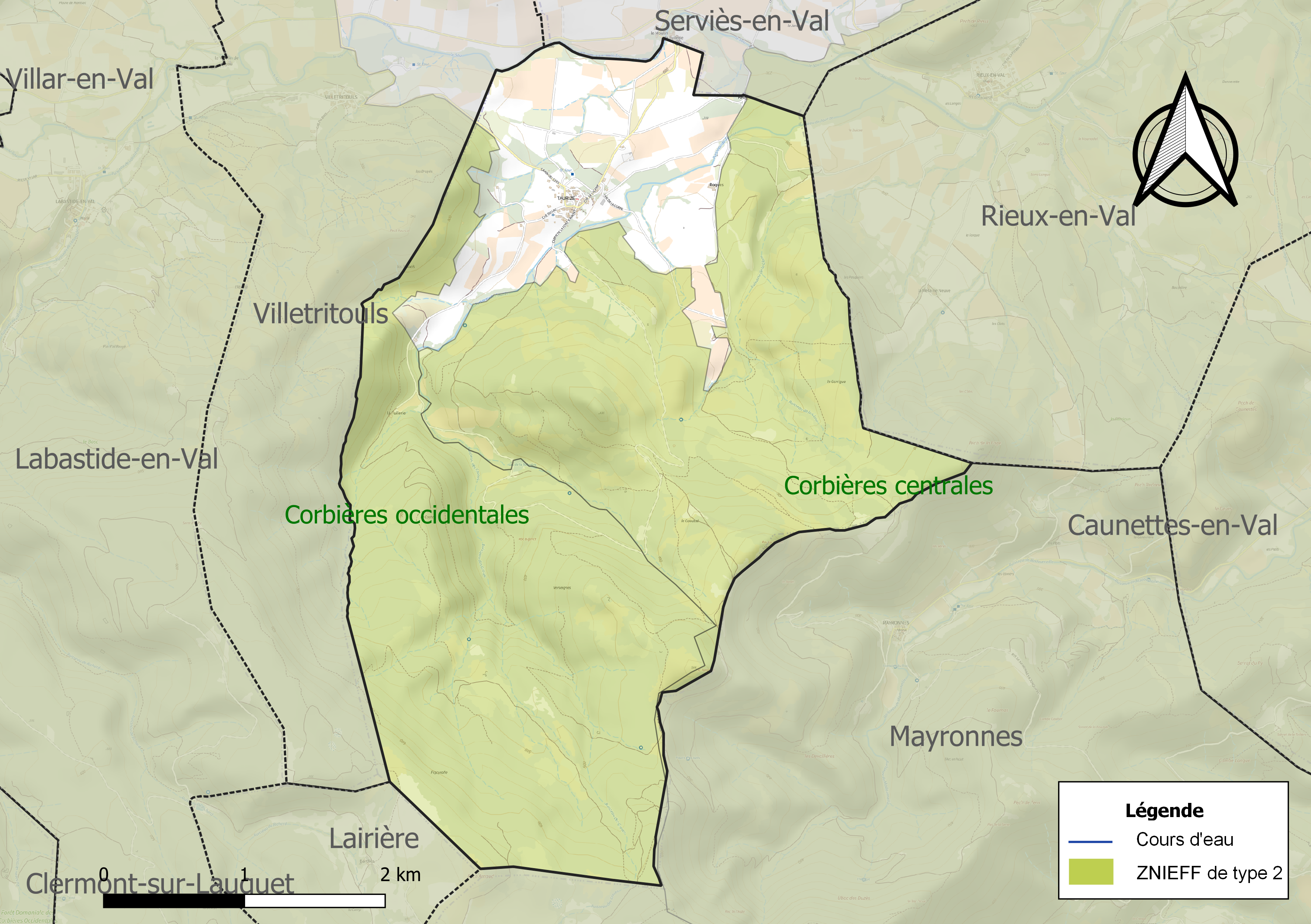
Carte des ZNIEFF de type 2 sur la commune.

## Urbanisme

### Typologie
Au 1er janvier 2024, Taurize est catégorisée commune rurale à habitat dispersé, selon la nouvelle grille communale de densité à 7 niveaux définie par l'Insee en 2022.
Elle est située hors unité urbaine. Par ailleurs la commune fait partie de l'aire d'attraction de Carcassonne, dont elle est une commune de la couronne,. Cette aire, qui regroupe 115 communes, est catégorisée dans les aires de 50 000 à moins de 200 000 habitants,.

### Occupation des sols
L'occupation des sols de la commune, telle qu'elle ressort de la base de données européenne d’occupation biophysique des sols Corine Land Cover (CLC), est marquée par l'importance des forêts et milieux semi-naturels (81,4 % en 2018), une proportion identique à celle de 1990 (81,4 %). La répartition détaillée en 2018 est la suivante : 
forêts (47,3 %), milieux à végétation arbustive et/ou herbacée (34,1 %), cultures permanentes (18,6 %). L'évolution de l’occupation des sols de la commune et de ses infrastructures peut être observée sur les différentes représentations cartographiques du territoire : la carte de Cassini (XVIIIe siècle), la carte d'état-major (1820-1866) et les cartes ou photos aériennes de l'IGN pour la période actuelle (1950 à aujourd'hui).

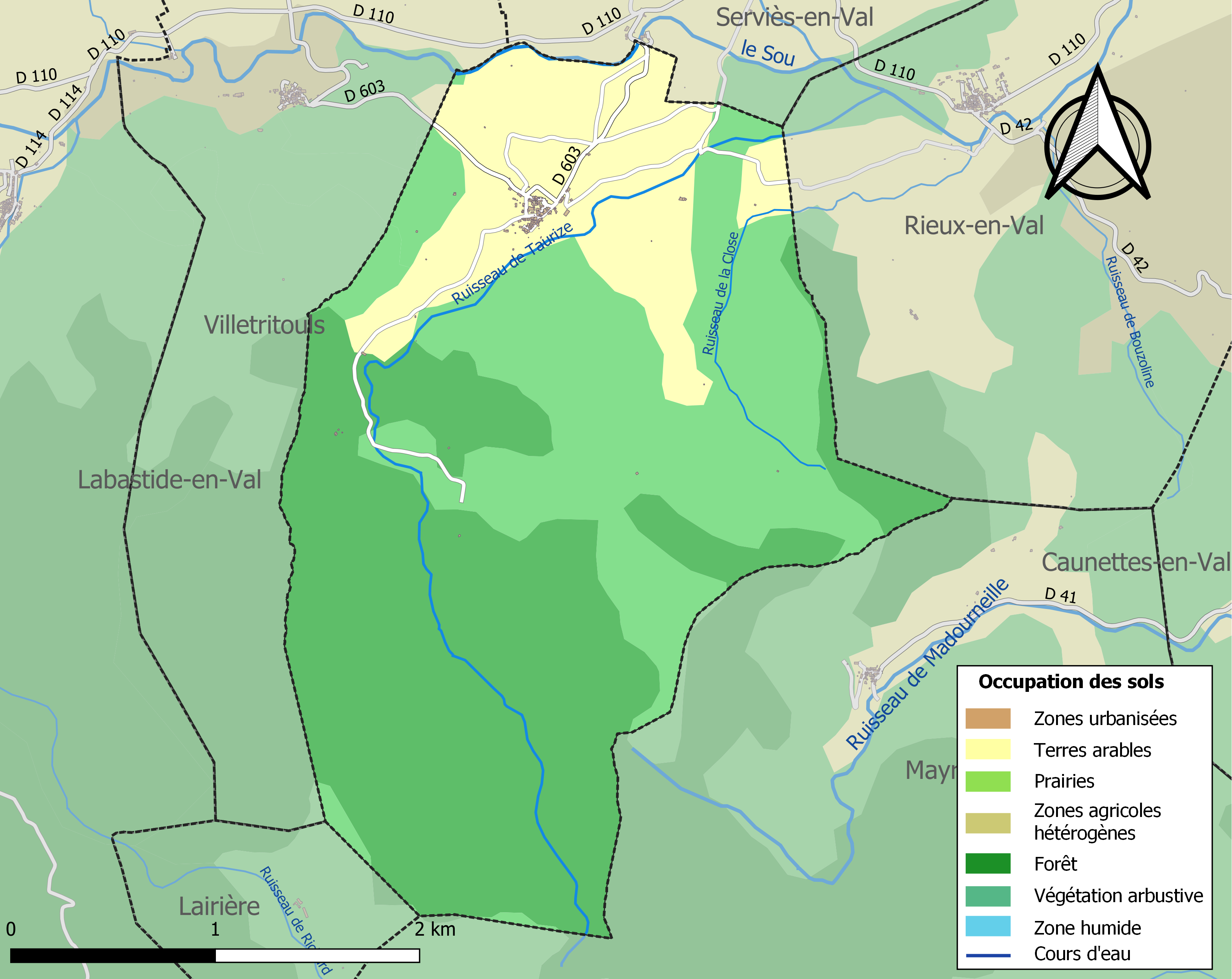
Carte des infrastructures et de l'occupation des sols de la commune en 2018 (CLC).

### Risques majeurs
Le territoire de la commune de Taurize est vulnérable à différents aléas naturels : météorologiques (tempête, orage, neige, grand froid, canicule ou sécheresse), inondations, feux de forêts et séisme (sismicité faible). Un site publié par le BRGM permet d'évaluer simplement et rapidement les risques d'un bien localisé soit par son adresse soit par le numéro de sa parcelle.
Certaines parties du territoire communal sont susceptibles d’être affectées par le risque d’inondation par débordement de cours d'eau, notamment le ruisseau de Glandes. La commune a été reconnue en état de catastrophe naturelle au titre des dommages causés par les inondations et coulées de boue survenues en 1982, 1992, 1996, 1999, 2009 et 2018,.

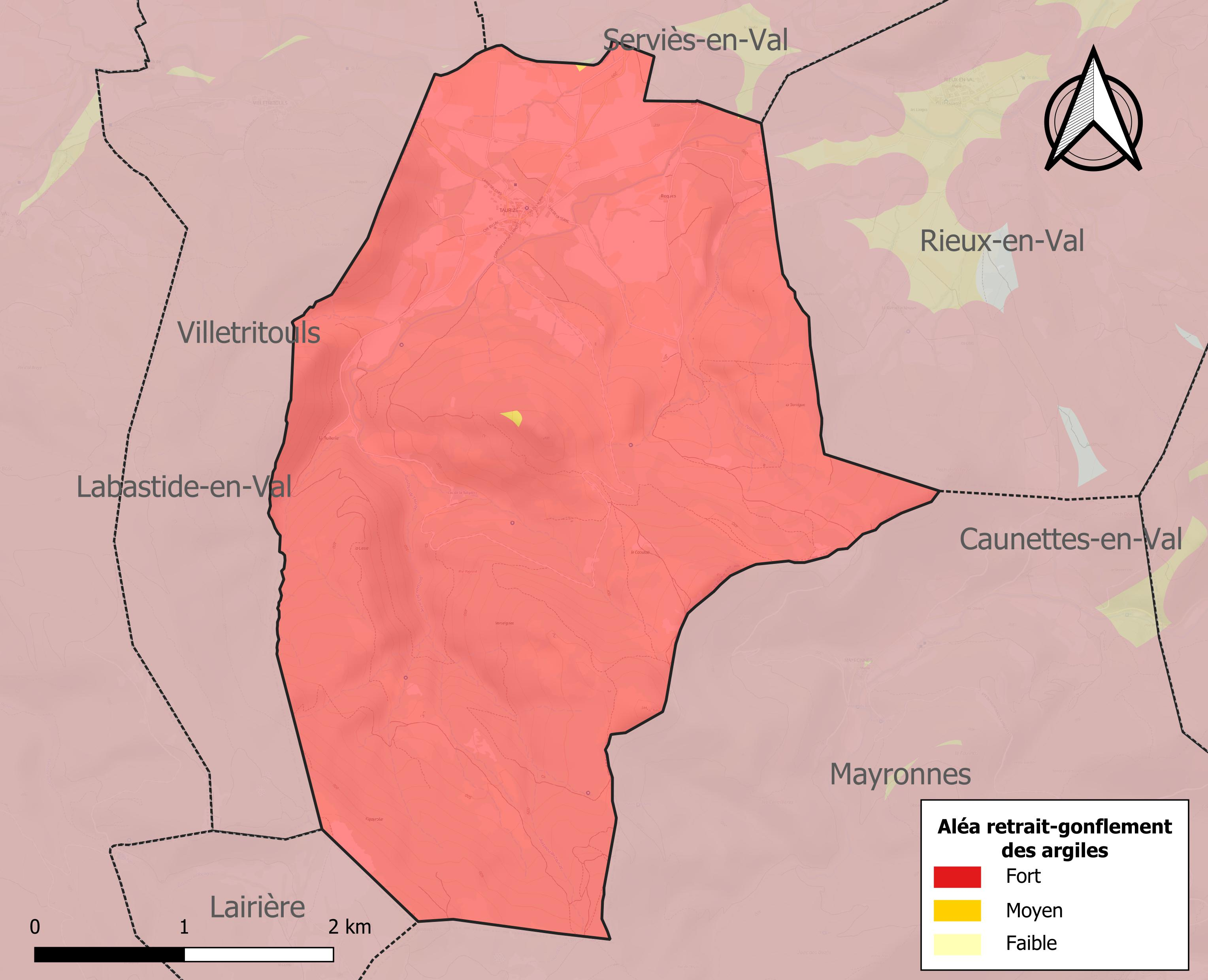
Carte des zones d'aléa retrait-gonflement des sols argileux de Taurize.

Le retrait-gonflement des sols argileux est susceptible d'engendrer des dommages importants aux bâtiments en cas d’alternance de périodes de sécheresse et de pluie. La totalité de la commune est en aléa moyen ou fort (75,2 % au niveau départemental et 48,5 % au niveau national). Sur les 56 bâtiments dénombrés sur la commune en 2019, 56 sont en aléa moyen ou fort, soit 100 %, à comparer aux 94 % au niveau départemental et 54 % au niveau national. Une cartographie de l'exposition du territoire national au retrait gonflement des sols argileux est disponible sur le site du BRGM,.

## Histoire
L'origine du village remonterait à l'an 908 sous le nom de Tautirano ou Taurizano. La toponymie viendrait d'un ancien autel païen dédié au culte de Mithra sur la colline surplombant le village.
Du Xe au XIe siècle, le village appartenait à l'abbaye de Lagrasse. Détruit par les guerres de Religion, il fut reconstruit à la fin du XVIe siècle. L'église du village a été reconstituée sous une tour de l'ancien château. On note vers 1260 la subsistance de Cathares sur la commune.

## Politique et administration

### Liste des maires
| Période | Période | Identité        | Étiquette | Qualité |
| ------- | ------- | --------------- | --------- | ------- |
| 2008    | ...     | Jacques Peralon |           |         |
| ?       | ?       | Maurice Marty   |           |         |
| ?       | ?       | André Vidal     | ..        |         |

## Démographie
L'évolution du nombre d'habitants est connue à travers les recensements de la population effectués dans la commune depuis 1793. Pour les communes de moins de 10 000 habitants, une enquête de recensement portant sur toute la population est réalisée tous les cinq ans, les populations de référence des années intermédiaires étant quant à elles estimées par interpolation ou extrapolation. Pour la commune, le premier recensement exhaustif entrant dans le cadre du nouveau dispositif a été réalisé en 2005.

En 2022, la commune comptait 106 habitants, en évolution de −3,64 % par rapport à 2016 (Aude : +2,65 %, France hors Mayotte : +2,11 %).
| 1793 | 1800 | 1806 | 1821 | 1831 | 1836 | 1841 | 1846 | 1851 |
| ---- | ---- | ---- | ---- | ---- | ---- | ---- | ---- | ---- |
| 166  | 141  | 156  | 139  | 182  | 187  | 184  | 170  | 168  |

| 1856 | 1861 | 1866 | 1872 | 1876 | 1881 | 1886 | 1891 | 1896 |
| ---- | ---- | ---- | ---- | ---- | ---- | ---- | ---- | ---- |
| 145  | 140  | 145  | 144  | 143  | 159  | 161  | 130  | 137  |

| 1901 | 1906 | 1911 | 1921 | 1926 | 1931 | 1936 | 1946 | 1954 |
| ---- | ---- | ---- | ---- | ---- | ---- | ---- | ---- | ---- |
| 147  | 148  | 144  | 134  | 140  | 126  | 115  | 101  | 91   |

| 1962 | 1968 | 1975 | 1982 | 1990 | 1999 | 2005 | 2006 | 2010 |
| ---- | ---- | ---- | ---- | ---- | ---- | ---- | ---- | ---- |
| 94   | 55   | 63   | 62   | 56   | 64   | 60   | 64   | 78   |

| 2015 | 2020 | 2022 | - | - | - | - | - | - |
| ---- | ---- | ---- | - | - | - | - | - | - |
| 108  | 110  | 106  | - | - | - | - | - | - |

## Économie

### Emploi
| Division       | 2008   | 2013   | 2018   |
| -------------- | ------ | ------ | ------ |
| Commune        | 4,3 %  | 16,7 % | 17,9 % |
| Département    | 10,2 % | 12,8 % | 12,6 % |
| France entière | 8,3 %  | 10 %   | 10 %   |

En 2018, la population âgée de 15 à 64 ans s'élève à 68 personnes, parmi lesquelles on compte 79,1 % d'actifs (61,2 % ayant un emploi et 17,9 % de chômeurs) et 20,9 % d'inactifs,. En  2018, le taux de chômage communal (au sens du recensement) des 15-64 ans est supérieur à celui du département et de la France, alors qu'en 2008 la situation était inverse.
La commune fait partie de la couronne de l'aire d'attraction de Carcassonne, du fait qu'au moins 15 % des actifs travaillent dans le pôle,. Elle compte 14 emplois en 2018, contre 15 en 2013 et 12 en 2008. Le nombre d'actifs ayant un emploi résidant dans la commune est de 42, soit un indicateur de concentration d'emploi de 34,1 % et un taux d'activité parmi les 15 ans ou plus de 53,5 %.
Sur ces 42 actifs de 15 ans ou plus ayant un emploi, 12 travaillent dans la commune, soit 29 % des habitants. Pour se rendre au travail, 68,3 % des habitants utilisent un véhicule personnel ou de fonction à quatre roues, 7,3 % les transports en commun, 12,2 % s'y rendent en deux-roues, à vélo ou à pied et 12,2 % n'ont pas besoin de transport (travail au domicile).

### Activités hors agriculture
7 établissements sont implantés  à Taurize au 31 décembre 2019.
Le secteur des activités spécialisées, scientifiques et techniques et des activités de services administratifs et de soutien est prépondérant sur la commune puisqu'il représente 42,9 % du nombre total d'établissements de la commune (3 sur les 7 entreprises implantées  à Taurize), contre 13,3 % au niveau départemental.

### Agriculture
|               | 1988 | 2000 | 2010 | 2020 |
| ------------- | ---- | ---- | ---- | ---- |
| Exploitations | 7    | 6    | 5    | 6    |
| SAU (ha)      | 159  | 111  | 162  | 284  |

La commune est dans la « Région viticole » de l'Aude, une petite région agricole occupant une grande partie centrale du département, également dénommée localement « Corbeilles Minervois et Carcasses-Limouxin ». En 2020, l'orientation technico-économique de l'agriculture  sur la commune est la viticulture. Six exploitations agricoles ayant leur siège dans la commune sont dénombrées lors du recensement agricole de 2020 (sept en 1988). La superficie agricole utilisée est de 284 ha,,.

## Culture locale et patrimoine

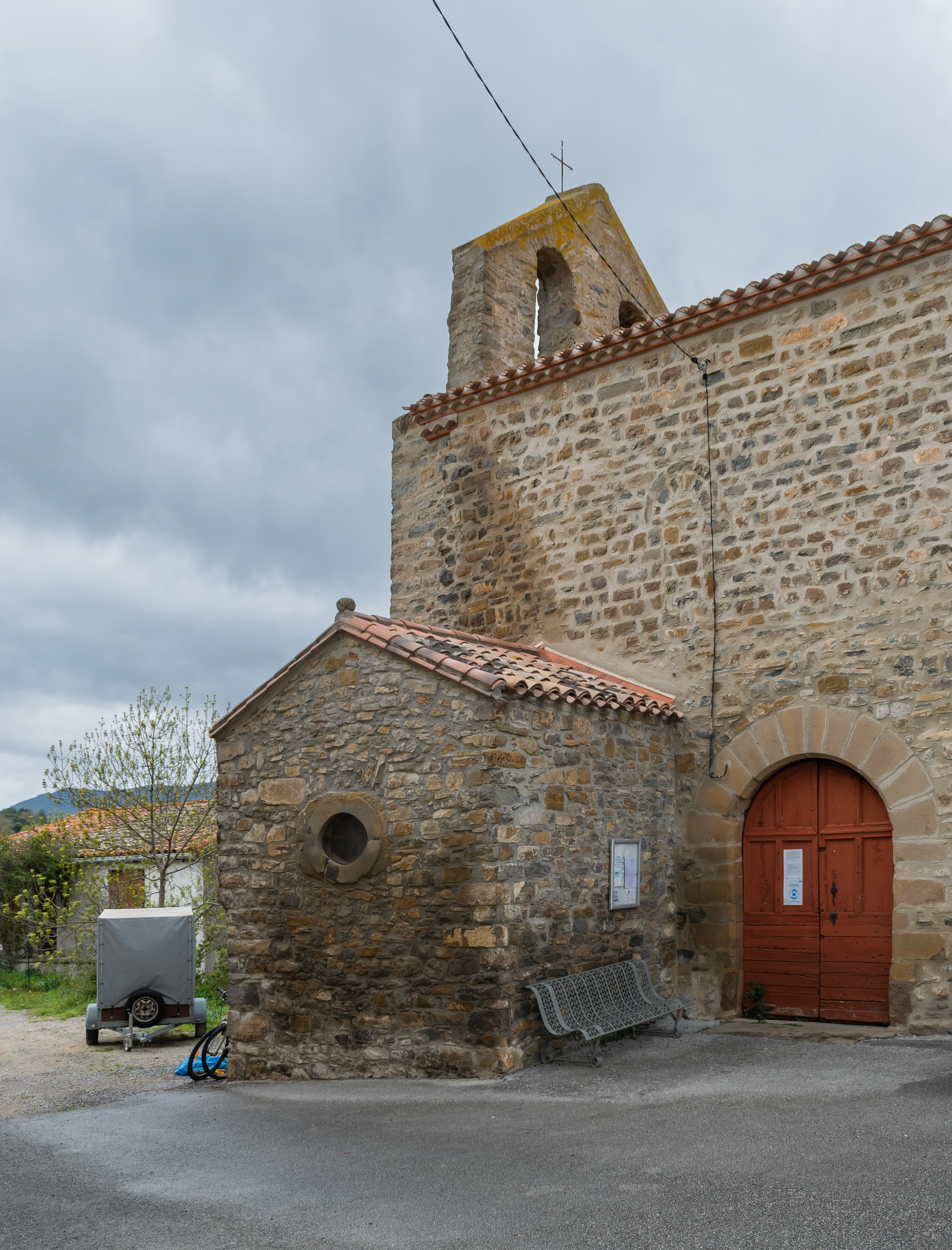
Église Saint-Marc.

### Lieux et monuments
La petite église de Taurize ainsi que le vieux cimetière, sans oublier le lac qui est un très bel endroit.
- Église Saint-Marc de Taurize.
- Église Sainte-Marie de Taurize.

### Personnalités liées à la commune
- Olivier de Termes (1200-1274), seigneur de Termes et de Taurize.

### Héraldique
| Blason de Taurize | Blason  | Gironné de gueules et d'argent.                  |
| Blason de Taurize | Détails | Le statut officiel du blason reste à déterminer. |